# Manoir de Sapaillé
 (septembre 2015).
L'ancien manoir de Sapaillé est un monument historique de Tours, possession de l'abbaye de Marmoutier antérieure à 1040.

## Histoire
L'ancien manoir de Sapaillé est mentionné en tant que possession de l'abbaye de Marmoutier antérieure à 1040. Il est construit aux XIIIe et XVe siècles.
Sapaillé appartient à Christophe Taschereau en 1701. 
Le Grand-Sapaillé est vendu comme bien national le 27 avril 1791 et adjugé à Jean-Baptiste Guizol, pour 45,500 livres.
La grange du manoir est inscrite au titre des monuments historiques en 1980.

## Architecture
L'ancien manoir est de type rural, composé de deux bâtiments : un corps de logis et une grange.

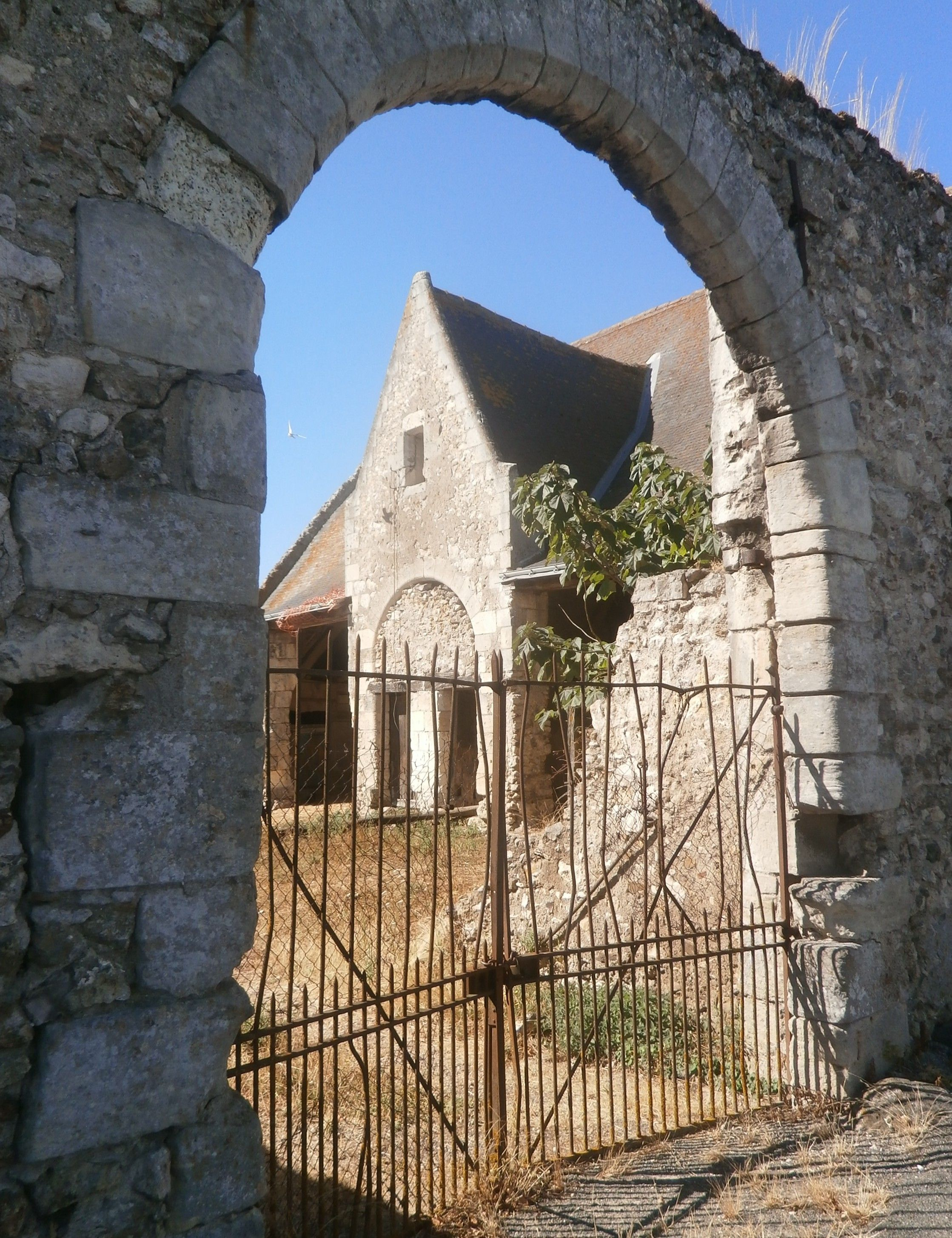